# Pablo Fornals
Pablo Fornals Malla (španělská výslovnost: [ˈpaβlo foɾˈnals]; * 22. února 1996 Castellón) je španělský profesionální fotbalista, který hraje ve španělském klubu Real Betis na pozici ofensivního záložníka.
Ve španělské La Lize odehrál celkem 129 zápasů a vstřelil 12 gólů v průběhu čtyř sezón, v dresu Málagy a Villarrealu. V roce 2019 podepsal smlouvu s West Hamem United.
Fornals debutoval ve španělské reprezentaci v roce 2016.

## Klubová kariéra

### Málaga
Fornals se narodil ve městě Castellón de la Plana, ve Valencijském společenství, a připojil se k akademii Málagy v roce 2012 ve věku 16 let z klubu CD Castellón. V rezervním týmu debutoval v sezóně 2014/15 v Tercera División.
První soutěžní zápas v prvním týmu Fornals odehrál 26. září 2015, kdy nastoupil do zápasu proti Realu Madrid. O dva měsíce a dva dny později vstřelil svůj první gól v nejvyšší soutěži při remíze 2:2 proti Granadě na stadionu La Rosaleda, gól dal čtyři minuty po vystřídání Dudy.
Dne 4. prosince 2016 vstřelil Fornals dvě branky při remíze 2:2 proti Valencii CF.

### Villarreal
Dne 24. července 2017 zaplatil Villarreal Fornalsovu výstupní klausuli a odkoupili jej za částku ve výši 12 milionů euro. Ve Villarrealu, ve kterém strávil pět let v akademii, podepsal pětiletý kontrakt. 13. ledna následujícího roku si připsal vítěznou a zároveň jedinou branku utkání proti Realu na Santiago Bernabéu, jednalo se o historicky první vítězství Villarrealu proti Bílému baletu.
Dne 26. září 2018 otevřel Fornals skóre v ligovém utkání proti Athleticu Bilbao střelou z téměř 50 metrů, při vítězství 3:0.

### West Ham United
Dne 14. června 2019 přestoupil Fornals do West Hamu United, který za španělského záložníka zaplatil 24 milionů £, čímž se stal druhým nejdražším nákupem anglického klubu. V klubu podepsal pětiletou smlouvu. V Premier League debutoval 10. srpna při domácí porážce 5:0 proti Manchesteru City, když o poločasové přestávce vystřídal Michaila Antonia. Svůj první gól ve svém novém týmu vstřelil 27. srpna při vítězství 2:0 nad Newportem County ve druhém kole EFL Cupu.

## Reprezentační kariéra
Dne 28. března 2016 odehrál Fornals svůj první zápas ve španělské reprezentaci do 21 let v zápase proti Norsku na Estadio Nueva Condomina. 17. května byl poprvé povolán do seniorské reprezentace Vicentem del Bosquem na přátelský zápas s Bosnou a Hercegovinou. Debutoval o 12 dní později, když vystřídal Mikela San Josého při vítězství 3:1 nad Bosnou ve švýcarském St. Gallenu.
Fornals byl členem týmu do 21 let, který v červnu 2019 vyhrál evropský šampionát. Na turnaji konaném v Itálii a San Marinu skóroval při výhrách nad Belgií (2:1) a Polskem (5:0) v základní skupině.

## Statistiky

### Klubové
K 11. dubnu 2021
| Klub            | Sezóna  | Liga           | Liga   | Liga | Národní pohár | Národní pohár | Ligový pohár | Ligový pohár | Evropské poháry | Evropské poháry | Celkem | Celkem |
| Klub            | Sezóna  | Liga           | Zápasy | Góly | Zápasy        | Góly          | Zápasy       | Góly         | Zápasy          | Góly            | Zápasy | Góly   |
| --------------- | ------- | -------------- | ------ | ---- | ------------- | ------------- | ------------ | ------------ | --------------- | --------------- | ------ | ------ |
| Málaga          | 2015/16 | La Liga        | 27     | 1    | 2             | 0             | –            | –            | –               | –               | 29     | 1      |
| Málaga          | 2016/17 | La Liga        | 32     | 6    | 2             | 0             | –            | –            | –               | –               | 34     | 6      |
| Málaga          | Celkem  | Celkem         | 59     | 7    | 4             | 0             | –            | –            | 0               | 0               | 63     | 7      |
| Villarreal      | 2017/18 | La Liga        | 35     | 3    | 4             | 0             | –            | –            | 7               | 1               | 46     | 4      |
| Villarreal      | 2018/19 | La Liga        | 35     | 2    | 3             | 0             | –            | –            | 12              | 3               | 50     | 5      |
| Villarreal      | Celkem  | Celkem         | 70     | 5    | 7             | 0             | –            | –            | 19              | 4               | 96     | 9      |
| West Ham United | 2019/20 | Premier League | 36     | 2    | 2             | 1             | 2            | 1            | –               | –               | 40     | 4      |
| West Ham United | 2020/21 | Premier League | 26     | 3    | 1             | 0             | 0            | 0            | –               | –               | 27     | 3      |
| West Ham United | Celkem  | Celkem         | 62     | 5    | 3             | 1             | 2            | 1            | –               | –               | 67     | 7      |
| Celkem          | Celkem  | Celkem         | 190    | 17   | 14            | 1             | 2            | 1            | 19              | 4               | 225    | 23     |

### Reprezentační
K 18. listopadu 2018
| Španělsko | Španělsko | Španělsko |
| Rok       | Zápasy    | Góly      |
| --------- | --------- | --------- |
| 2016      | 1         | 0         |
| 2018      | 1         | 0         |
| Celkem    | 2         | 0         |

## Ocenění

### Reprezentační

#### Španělsko U21
- Mistrovství Evropy ve fotbale hráčů do 21 let: 2019[19]